# 貨幣動態論
貨幣動態論（かへいどうたいろん）とは、財務会計における動態論の分類に関する一学説。企業の経済活動を貨幣と財貨・用役の出入りと考えた上で、貨幣の出入りを中心として企業の経済活動を記録・計算する立場をさす。損益計算書の本質を投下資本の回収計算とし、貸借対照表の本質を株主持分たる純資産の表示とする考え方と結びつく、と説明されることがある。